# Kiphire (Distrikt)
Kiphire ist ein Distrikt im Osten des nordostindischen Bundesstaates Nagaland.
Die Fläche beträgt 1130 km². Sitz der Verwaltung ist die gleichnamige Stadt Kiphire.

## Bevölkerung
Nach der Volkszählung 2011 hat der Distrikt Kiphire 74.004 Einwohner. Bei 65 Einwohnern pro Quadratkilometer ist der Distrikt nur dünn besiedelt. Der Distrikt ist ländlich geprägt. Von den 74.004 Bewohnern wohnen 57.517 Personen (77,72 %) auf dem Land und 16.487 Menschen in städtischen Gemeinden.
Der Distrikt Kiphire gehört zu den Gebieten Indiens, die fast gänzlich von Angehörigen der „Stammesbevölkerung“ (scheduled tribes) besiedelt sind. Zu ihnen gehörten (2011) 71.429 Personen (96,52 Prozent der Distriktsbevölkerung). Es gibt keinen einzigen Dalit (scheduled castes) im Distrikt.
Die Bevölkerung besteht fast ganz aus Leuten, die im Distrikt geboren wurden. Von den Bewohnern sind 71.274 Personen (96,31 Prozent der Bewohner) im Distrikt geboren. Insgesamt 1.111 Personen wurden in anderen indischen Bundesstaaten geboren (darunter 384 Personen in Assam, 352 Personen in Bihar und 77 Personen in Manipur). Von den 92 im Ausland geborenen Personen sind 44 aus Nepal und 37 aus Myanmar.

### Bevölkerungsentwicklung
Wie überall in Indien wuchs die Einwohnerzahl im Distrikt Kiphire über Jahrzehnte stark an. Zwischen 2001 und 2011 kam es allerdings zu einer Abnahme von fast 31 Prozent (30,57 %). In diesen zehn Jahren sank die Bevölkerungszahl um über 32.000 Menschen. Die Entwicklung verdeutlicht folgende Tabelle:

### Bedeutende Orte
Im Distrikt gibt es mit dem Distrikthauptort Kiphire (16.487 Einwohner) nur einen einzigen Ort mit mehr als 10000 Einwohnern.

### Bevölkerung des Distrikts nach Geschlecht
Der Distrikt hatte – für Indien üblich – meist mehr männliche als weibliche Einwohner. Bei den jüngsten Bewohnern (unter 7 Jahren) liegen die Anteile bei 51,32 % männlichen zu 48,68 % weiblichen Geschlechts.
| Verteilung der Bevölkerung nach Geschlecht im Distrikt Kiphire |                   |                   |                   |                   |                   |                   |                   |                   |                   |                   |                   |                   |
|                                                                | Volkszählung 1961 | Volkszählung 1961 | Volkszählung 1971 | Volkszählung 1971 | Volkszählung 1981 | Volkszählung 1981 | Volkszählung 1991 | Volkszählung 1991 | Volkszählung 2001 | Volkszählung 2001 | Volkszählung 2011 | Volkszählung 2011 |
| Anzahl                                                         | Anteil            | Anzahl            | Anteil            | Anzahl            | Anteil            | Anzahl            | Anteil            | Anzahl            | Anteil            | Anzahl            | Anteil            |                   |
| GESAMT                                                         | 15.635            | 100 %             | 18.398            | 100 %             | 28.931            | 100 %             | 51.845            | 100 %             | 106.591           | 100 %             | 74.004            | 100 %             |
| Männer                                                         | 7.881             | 50,41 %           | 9.122             | 49,58 %           | 15.174            | 52,45 %           | 27.061            | 52,20 %           | 56.092            | 52,62 %           | 37.830            | 51,12 %           |
| Frauen                                                         | 7.754             | 49,59 %           | 9.276             | 50,42 %           | 13.757            | 47,55 %           | 24.784            | 47,80 %           | 50.499            | 47,38 %           | 36.174            | 48,88 %           |

### Bevölkerung des Distrikts nach Sprachen
Die Bevölkerung des Distrikts Kiphire ist sprachlich gemischt. Die vier Hauptsprachen Sangtam, Yimchungre, Tikhir und Chirr vereinen fast 80 % der Distriktsbevölkerung. Wobei Yimchungre insgesamt (Chirr, Tikhir, eigentliches Yimchungre, weitere Yimchungresprachen) von insgesamt 28.069 Personen (37,93 Prozent der Bevölkerung) gesprochen wird. In 3 der 8 Circles dominiert Sangtam. Im Circle Kiusam dominiert Tikhir (93,81 Prozent der Bevölkerung). Im Circle Sitimi Sumi (Naga). Im Circle Pungro dagegen Yimchungre (54,69 Prozent der Bevölkerung). Und im Circle Khongsa Chirr (47,59 Prozent der Bevölkerung) und Yingchungre (44,71 Prozent der Bevölkerung). Die am weitesten verbreiteten Sprachen zeigt die folgende Tabelle:
| Jahr                                   | Sangtam | Sangtam | Yimchungre | Yimchungre | Tikhir | Tikhir | Chirr | Chirr | Bengali | Bengali | Khasi | Khasi | Hindi | Hindi | Sema | Sema | Gesamt | Gesamt   |
| Jahr                                   | Zahl    | %       | Zahl       | %          | Zahl   | %      | Zahl  | %     | Zahl    | %       | Zahl  | %     | Zahl  | %     | Zahl | %    | Zahl   | %        |
| -------------------------------------- | ------- | ------- | ---------- | ---------- | ------ | ------ | ----- | ----- | ------- | ------- | ----- | ----- | ----- | ----- | ---- | ---- | ------ | -------- |
| 2011                                   | 33.942  | 45,87   | 13.242     | 17,89      | 8.174  | 11,05  | 3.344 | 4,52  | 386     | 0,52    | 381   | 0,51  | 380   | 0,51  | 364  | 0,49 | 74.004 | 100,00 % |
| Quelle: Ergebnis der Volkszählung 2011 |         |         |            |            |        |        |       |       |         |         |       |       |       |       |      |      |        |          |

### Bevölkerung des Distrikts nach Bekenntnissen
Die tibetoburmanischen Bewohner sind in den letzten 100 Jahren fast gänzlich zum Christentum übergetreten. Die bedeutendsten Gemeinschaften innerhalb des Christentums sind die Baptisten, Presbyterianer (Reformierte) und Katholiken. Die Hindus und Muslime bilden kleine religiöse Minderheiten und sind hauptsächlich Zugewanderte aus anderen Regionen Indiens. Die genaue religiöse Zusammensetzung der Bevölkerung zeigt folgende Tabelle:
| Jahr                                   | Buddhisten | Buddhisten | Christen | Christen | Hindus | Hindus | Jainas | Jainas | Muslime | Muslime | Sikhs | Sikhs | Andere | Andere | keine Angaben | keine Angaben | Gesamt | Gesamt   |
| Jahr                                   | Zahl       | %          | Zahl     | %        | Zahl   | %      | Zahl   | %      | Zahl    | %       | Zahl  | %     | Zahl   | %      | Zahl          | %             | Zahl   | %        |
| -------------------------------------- | ---------- | ---------- | -------- | -------- | ------ | ------ | ------ | ------ | ------- | ------- | ----- | ----- | ------ | ------ | ------------- | ------------- | ------ | -------- |
| 2011                                   | 210        | 0,28       | 71.803   | 97,03    | 1.040  | 1,41   | 1      | 0,00   | 564     | 0,76    | 13    | 0,02  | 1      | 0,00   | 372           | 0,50          | 74.004 | 100,00 % |
| Quelle: Ergebnis der Volkszählung 2011 |            |            |          |          |        |        |        |        |         |         |       |       |        |        |               |               |        |          |

## Bildung
Dank bedeutender Anstrengungen ist die Alphabetisierung in den letzten Jahrzehnten stark gestiegen. Dennoch ist sie im Vergleich zu den anderen Distrikten des Bundesstaats Nagaland sehr tief. Im städtischen Bereich können sieben von acht Personen lesen und schreiben. Auf dem Land können nur rund 64 Prozent lesen und schreiben. Typisch für indische Verhältnisse sind die starken Unterschiede zwischen den Geschlechtern und der Stadt-/Landbevölkerung.
| Alphabetisierung im Distrikt Kiphire   |                   |                   |
| Einheit                                | Volkszählung 2011 | Volkszählung 2011 |
| Einheit                                | Anzahl            | Anteil            |
| GESAMT                                 | 41.232            | 69,54 %           |
| Männer                                 | 22.675            | 74,88 %           |
| Frauen                                 | 18.557            | 63,96 %           |
| STADT GESAMT                           | 11.845            | 87,33 %           |
| Stadt-Männer                           | 6.420             | 90,41 %           |
| Stadt-Frauen                           | 5.425             | 83,95 %           |
| LAND GESAMT                            | 29.387            | 64,26 %           |
| Land-Männer                            | 16.255            | 70,13 %           |
| Land-Frauen                            | 13.132            | 58,23 %           |
| Quelle: Ergebnis der Volkszählung 2011 |                   |                   |

## Wirtschaft
Die Landwirtschaft ist die dominante Wirtschaftsform. Zu den wichtigsten angebauten Kulturen gehören Reis, Mais und Hirse.

## Verwaltungsgliederung
Der Distrikt war bei der letzten Volkszählung 2011 in 8 Circles (Kreise) aufgeteilt.
| Bevölkerung in den Circles |          |          |         |         |               |               |        |         |           |           |        |         |           |           |        |         |
|                            | Amahator | Amahator | Khongsa | Khongsa | Kiphire Sadar | Kiphire Sadar | Kiusam | Kiusam  | Longmatra | Longmatra | Pungro | Pungro  | Seyochung | Seyochung | Sitimi | Sitimi  |
| Anzahl                     | Anteil   | Anzahl   | Anteil  | Anzahl  | Anteil        | Anzahl        | Anteil | Anzahl  | Anteil    | Anzahl    | Anteil | Anzahl  | Anteil    | Anzahl    | Anteil |         |
| GESAMT                     | 9.075    | 100 %    | 4.646   | 100 %   | 21.939        | 100 %         | 5.171  | 100 %   | 4.723     | 100 %     | 14.464 | 100 %   | 9.951     | 100 %     | 4.035  | 100 %   |
| Männer                     | 4.567    | 50,33 %  | 2.364   | 50,88 % | 11.370        | 51,83 %       | 2.657  | 51,38 % | 2.409     | 51,01 %   | 7.555  | 52,23 % | 4.906     | 49,30 %   | 2.002  | 49,62 % |
| Frauen                     | 4.508    | 49,67 %  | 2.282   | 49,12 % | 10.569        | 48,17 %       | 2.514  | 48,62 % | 2.314     | 48,99 %   | 6.909  | 47,77 % | 5.045     | 50,70 %   | 2.033  | 50,38 % |
| Stadt                      | 0        | 0 %      | 0       | 0 %     | 16.487        | 75,15 %       | 0      | 0 %     | 0         | 0 %       | 0      | 0 %     | 0         | 0 %       | 0      | 0 %     |
| Land                       | 9.075    | 100 %    | 4.646   | 100 %   | 5.452         | 24,85 %       | 5.171  | 100 %   | 4.723     | 100 %     | 14.464 | 100 %   | 9.951     | 100 %     | 4.035  | 100 %   |